# Danh sách cầu thủ tham dự giải vô địch bóng đá U-18 châu Âu 1981
Các cầu thủ in đậm từng thi đấu cho đội tuyển quốc gia.

## Bảng A

### Bỉ
Huấn luyện viên:

### Tây Đức
Huấn luyện viên:

### Hy Lạp
Huấn luyện viên:

### Wales
Huấn luyện viên:

## Bảng B

### Tiệp Khắc
Huấn luyện viên:

### Ba Lan
Huấn luyện viên:  Henryk Apostel

| Số | VT | Cầu thủ              | Ngày sinh (tuổi)            | Trận | Bàn | Câu lạc bộ          |
| -- | -- | -------------------- | --------------------------- | ---- | --- | ------------------- |
|    | TM | Józef Wandzik        | 13 tháng 8, 1963 (17 tuổi)  |      |     | Ruch Chorzów        |
|    | TM | Jerzy Zajda          | 19 tháng 5, 1963 (18 tuổi)  |      |     | Zagłębie Wałbrzych  |
|    | HV | Dariusz Kubicki      | 6 tháng 6, 1963 (17 tuổi)   |      |     | Lechia Zielona Góra |
|    | HV | Kazimierz Sokołowski | 11 tháng 2, 1963 (18 tuổi)  |      |     | Pogoń Szczecin      |
|    | HV | Modest Boguszewski   | 8 tháng 1, 1963 (18 tuổi)   |      |     | Motor Lublin        |
|    | HV | Dariusz Wdowczyk     | 25 tháng 9, 1962 (18 tuổi)  |      |     | Gwardia Warszawa    |
|    | HV | Henryk Majer         | 29 tháng 1, 1963 (18 tuổi)  |      |     | Odra Opole          |
|    | HV | Piotr Nazimek        | 31 tháng 5, 1963 (17 tuổi)  |      |     | Cracovia Kraków     |
|    | TV | Robert Grzanka       | 6 tháng 9, 1962 (18 tuổi)   |      |     | Motor Lublin        |
|    | TV | Robert Majewski      | 21 tháng 1, 1963 (18 tuổi)  |      |     | Zagłębie Sosnowiec  |
|    | TV | Paweł Straszewski    | 21 tháng 11, 1962 (18 tuổi) |      |     | Zawisza Bydgoszcz   |
|    | TV | Jarosław Brela       | 18 tháng 10, 1962 (18 tuổi) |      |     | Górnik Zabrze       |
|    | TV | Janusz Stelmach      | 3 tháng 12, 1962 (18 tuổi)  |      |     | Stal Mielec         |
|    | TĐ | Dariusz Dziekanowski | 30 tháng 9, 1962 (18 tuổi)  |      |     | Gwardia Warszawa    |
|    | TĐ | Andrzej Łatka        | 31 tháng 10, 1962 (18 tuổi) |      |     | Sandecja Nowy Sącz  |
|    | TĐ | Krzysztof Walczak    | 4 tháng 2, 1963 (18 tuổi)   |      |     | Ruch Chorzów        |

### România
Huấn luyện viên:

### Thụy Điển
Huấn luyện viên:

## Bảng C

### Bulgaria
Huấn luyện viên:

### Đan Mạch
Huấn luyện viên:

### Pháp
Huấn luyện viên:

### Ý
Huấn luyện viên:

## Bảng D

### Áo
Huấn luyện viên:

### Anh
Huấn luyện viên:

### Scotland
Huấn luyện viên:

### Tây Ban Nha
Huấn luyện viên: